# خايمي كيويستا
خايمي كيويستا (بالإسبانية: Jaime Cuesta)‏ هو لاعب كرة قدم مكسيكي، ولد في 19 يونيو 1981 في مدينة مكسيكو في المكسيك. لعب مع نادي تشياباس ونادي ديبورتيفو طليطلة.

## وصلات خارجية
- خايمي كيويستا على موقع قاعدة بيانات كرة القدم.إي يو (الإنجليزية)